# William Cheselden

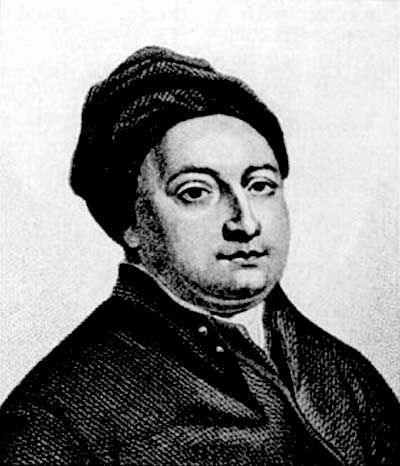
William Cheselden, vor 1746

William Cheselden (* 19. Oktober 1688 in Somerby bei Burrough on the Hill, Leicestershire; † 10. April 1752 in Bath, Somerset) war ein englischer Chirurg und Anatom, der großen Anteil an der Etablierung der Chirurgie als medizinische Wissenschaft hat und sich auch Verdienste um die Augenheilkunde erworben hat.

## Leben
Cheselden studierte ab 1703 Anatomie in London unter William Cowper (1666–1709) und hielt von 1710 an Vorlesungen in Anatomie. 1713 veröffentlichte er sein Werk Anatomy of the Human Body (deutsch: Anatomie des Menschlichen Körpers), das große Popularität erfuhr und in 13 Auflagen erschien. Der Hauptgrund für die Verbreitung des Werkes war, dass es – im Gegensatz zu dem damals üblichen Latein – in englischer Sprache erschien. 1718 wurde er zum Assistenz-Chirurgen des St Thomas’ Hospitals in London ernannt. Im darauf folgenden Jahr wurde er Chirurg und als solcher auch 1734 an das neuerrichtete St George’s Hospital berufen. 1710 wurde er in die Londoner Innung der Bader aufgenommen und 1712 als Wissenschaftler  in die Royal Society gewählt. 1729 wurde er korrespondierendes Mitglied der Académie des sciences. Cheselden wirkte zudem als Leibchirurg der Königin von England.

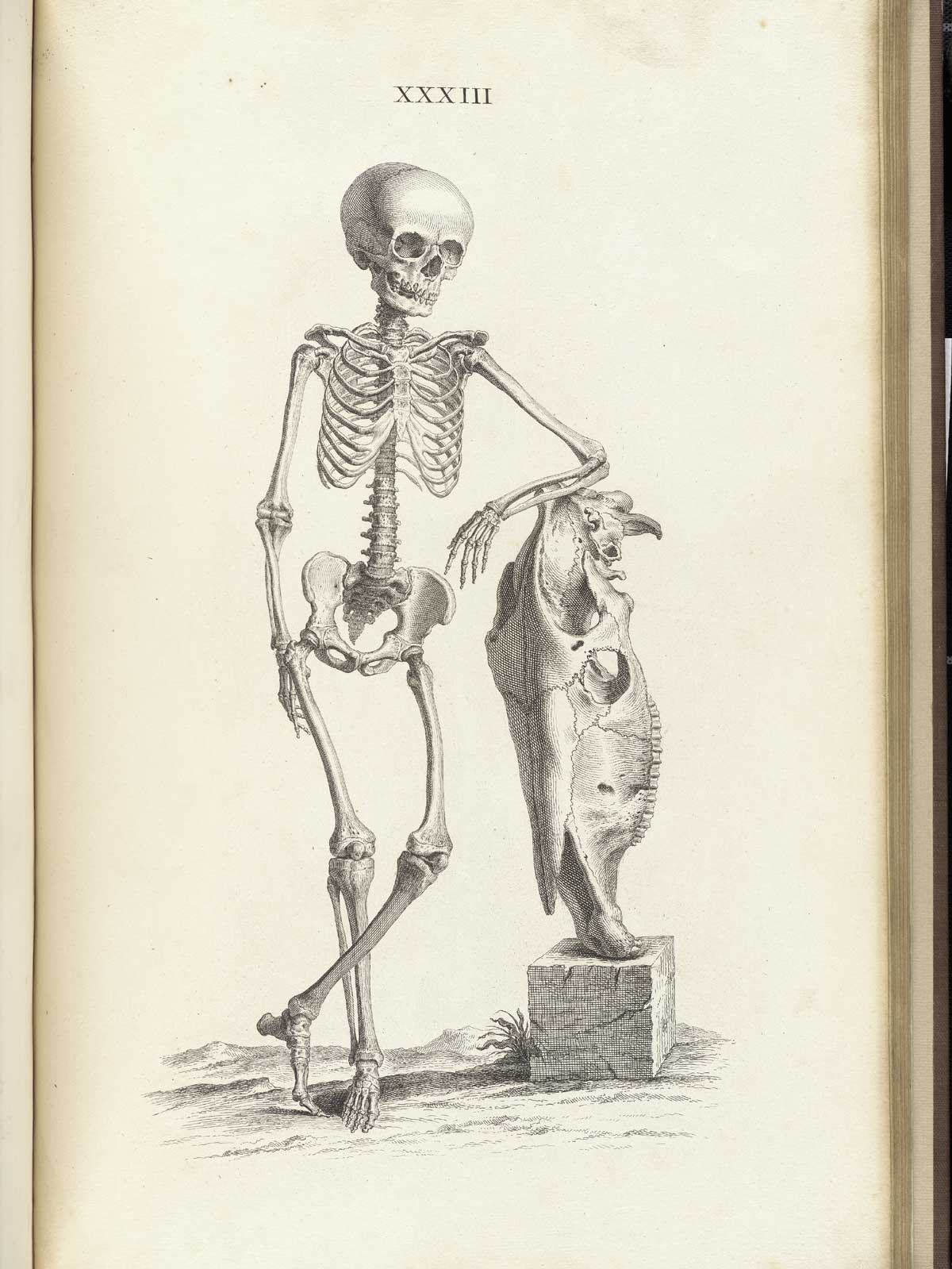
Abbildung – Osteographia

Im Jahr 1733 veröffentlichte er Osteographia or the Anatomy of Bones (deutsch: Osteologie oder die Anatomie der Knochen), die erste vollständige und korrekte Beschreibung der Anatomie des Menschlichen Skeletts.
Cheselden nahm 1738 Abschied vom Londoner Thomashospital und ging zum Royal Hospital Chelsea. 1744 wurde er zum Vorstand  der Bader-Innung gewählt und hatte großen Anteil daran, die Frisöre von den Chirurgen abzutrennen und 1745 eine eigene Gesellschaft der Chirurgen zu gründen. Aus der Organisation entstand später das bedeutende Royal College of Surgeons of England.
Er starb 1752 in Bath (Somerset).
Zu Cheseldens Schülern gehörten Albrecht von Haller, John Hunter, Sharp, der am Guy’s Hospital tätig war und 1740 eine erste moderne englische Operationslehre herausgab, und Alexander Monro I., ein Professor für Anatomie und chirurgische Klinik in Edinburgh.

## Werk
Berühmt ist Cheselden für die Erfindung der Methode des lateralen Blasensteinschnittes (Lithotomie als Seitensteinschnitt), um Blasensteine zu entfernen. Er führte diesen Eingriff, der sich durch eine kurze Dauer (Minuten statt Stunden) und eine niedrige Mortalität (kleiner als 10 %) auszeichnete, erstmals 1727 durch. Die Methode Cheseldens wurde zu Beginn der 1730er Jahre auch an der Pariser Charité verwendet und wurde in der Mitte des 18. Jahrhunderts auch in England, wo der Londoner Chirurg Sir William Bromfield (1712–1793) eine vierblättrige Zange verwendete, und in Deutschland (etwa bei Joachim Friedrich Henckel) zur bevorzugten. Cheselden hatte bereits 1723 den suprapubischen Eingriff entwickelt, den er als A Treatise on the High Operation for the Stone veröffentlichte.
Er nahm in seine Anatomielehre die sich seinerzeit erst allgemein etabliertende Erkenntnis vom Sitz des Grauen Stars in der Augenlinse vor dem Glaskörper auf und leistete wichtige Beiträge zur Augenchirurgie mit der von ihm entwickelten Iridektomie, die er erstmals 1728 beschrieb. Damit können bestimmte, durch Pupillenverschluss bedingte Formen der Blindheit durch die Schaffung einer künstlichen Pupille, die Cheselden bereits 1718 kurz in seinem Anatomiebuch erwähnt hatte, behandelt werden. Cheselden entwickelte eine Apparatur zur Behandlung des Klumpfußes und beschrieb ebenso erstmals die Rolle des Speichelflusses bei der Verdauung.
Er besuchte Isaac Newton bei dessen letzter Erkrankung und war ein guter Freund von Alexander Pope und Hans Sloane.

## Schriften
- Anatomy of the Human Body. 1713; mehrere Auflagen.
  - deutsch: W. Cheselden’s Anatomie des menschlichen Körpers. Mit vierzig Kupfertafeln nach Vandergucht von Riepenhausen. Aus dem Englischen übersetzt von August Ferdinand Wolff nebst einer Vorrede von J. Fr. Blumenbach. Dieterich, Göttingen 1790 Digitalisat
- Beiträge in August Gottlieb Richter (Hrsg.): Chirurgische Bibliothek. 15 Bände. Dieterich, Göttingen 1771–1797.
- Übersetzung von: Henry François Le Dran: Traité des operat. 1742.